# Майський (Александровський район)
Ма́йський (рос. Майский) — селище у складі Александровського району Оренбурзької області, Росія.

## Населення
Населення — 102 особи (2010; 136 у 2002).
Національний склад (станом на 2002 рік):
- росіяни — 78 %